# Pikis härad
Pikis härad är ett före detta härad i Åbo och Björneborgs län i Finland.
Ytan (landsareal) var 1910 952,3 km²; häradet hade 31 december 1908 25.739 invånare med en befolkningstäthet av 27,0 inv/km².

## Landskommuner
De ingående landskommunerna var 1910 som följer:
- Kakskerta
- Karuna
- Kustö, finska: Kuusluoto (Kuusisto)
- Pargas, finska: Parainen
- Pemar, finska: Paimio
- Pikis, finska: Piikkiö
- Sagu, finska: Sauvo
- S:t Karins, finska: Kaarina (Nummur)

Kustö införlivades i S:t Karins 1946. Pargas köping skildes från landskommunen 1948. Häradet upphörde 1955; Pargas köping och landskommun fördes då till det nybildade Pargas härad medan resten av häradet uppgick i Masko härad.